# Kirchenlamitz
Kirchenlamitz är en stad i Landkreis Wunsiedel im Fichtelgebirge i Regierungsbezirk Oberfranken i förbundslandet Bayern i Tyskland. Kirchenlamitz, som grundlades år 1374, har cirka 3 100 invånare.